# 红脉梭罗
红脉梭罗（学名：Reevesia rubronervia），为梧桐科梭罗树属下的一个种。

## 扩展阅读
維基物種上的相關：红脉梭罗